# 阪本安一
阪本 安一（さかもと やすいち、1907年6月23日 - 1992年4月1日）は、日本の会計学者。学位は、経営学博士（神戸大学・論文博士・1962年）。神戸商科大学名誉教授・元学長。1978年授勲勲三等旭日中綬章。

## 略歴
兵庫県出身。1932年（昭和7年）神戸商業大学経営学科卒業後、神戸支店（現・神戸阪急）の三宮移転要員を大量募集していたそごう（十合呉服店）に入社。本部人事課、大阪営業部室などに在籍するも、1938年（昭和13年）に退職し、学者を志望。以降、神戸商大に勤務する。
1950年（昭和25年）「会計主体論としての企業体理論に関する研究」で、神戸大学より経営学博士の学位を取得。神戸高等商業学校教授、神戸商科大学教授、1960年（昭和35年）神戸商科大学の学長となり、1973年（昭和48年）定年退官、名誉教授、同年に大阪学院大学商学部教授、さらに商学部学部長を務めた。1978年（昭和53年）勲三等旭日中綬章受勲。平井泰太郎に師事した。

## 叙位・叙勲
- 1978年 - 授勲勲三等旭日中綬章。

## 著書
- 『経営成果計算 経営者会計学の見地』巌松堂書店 1950
- 『会計 伝票式簿記』国元書房 1951
- 『売価棚卸法』国元書房 1951
- 『賃金会計』国元書房 1952
- 『会計学入門 第1部 (損益計算)』中央経済社 1956
- 『財務諸表論』税務経理協会 1956
- 『会計学入門 第2部 (貸借対照表論)』中央経済社 1957
- 『新稿財務諸表詳説』中央経済社 1958
- 『新稿簿記詳説』国元書房 1958
- 『近代会計と企業体理論』森山書店 1961
- 『経営分析入門』中央経済社 1964
- 『売価棚卸法と商品会計』国元書房 1965
- 『最新財務諸表論』税務経理協会 1967
- 『財務諸表の作り方・見方』中央経済社 1967
- 『新講財務諸表論』中央経済社 1968
- 『会計学概論』国元書房 1969
- 『要解簿記』国元書房 1970
- 『現代財務諸表会計』中央経済社 1973
- 『会計学概論 管理会計・監査論編』国元書房 1975
- 『会計学概論 簿記・財務会計論編』国元書房 1975
- 『基礎会計学』中央経済社 1975
- 『経営分析概説』税務経理協会 1978
- 『現代会計の基礎理論』中央経済社 1982
- 『ソ連の企業と社会』同朋舎出版 1982
- 『新会計学入門』税務経理協会 1984
- 『情報会計の基礎』中央経済社 1988

### 共編著
- 『企業会計原則詳説』共著 同文館 1956
- 『経営学ハンドブック』生島広治郎,大塚俊郎共編 東洋経済新報社 1968
- 『環境会計 その課題と解決』編 中央経済社 1975
- 『基本簿記演習』編 同文館出版 1983
- 『応用簿記演習』編 同文館出版 1985
- 『現代企業と管理会計』編著 中央経済社 1986
- 『現代企業と財務会計』編著 中央経済社 1986
- 『SHM会計原則解説』編著 税務経理協会 1987
- 『企業経営と会計の新展開』西賢祐共編著 同文館出版 1987
- 『原価計算の技法』編 同文館出版 1992
- 『複式簿記の技法』豊岡隆共編著 同文館出版 1996

## 論文
- <阪本安一